# Convict leasing

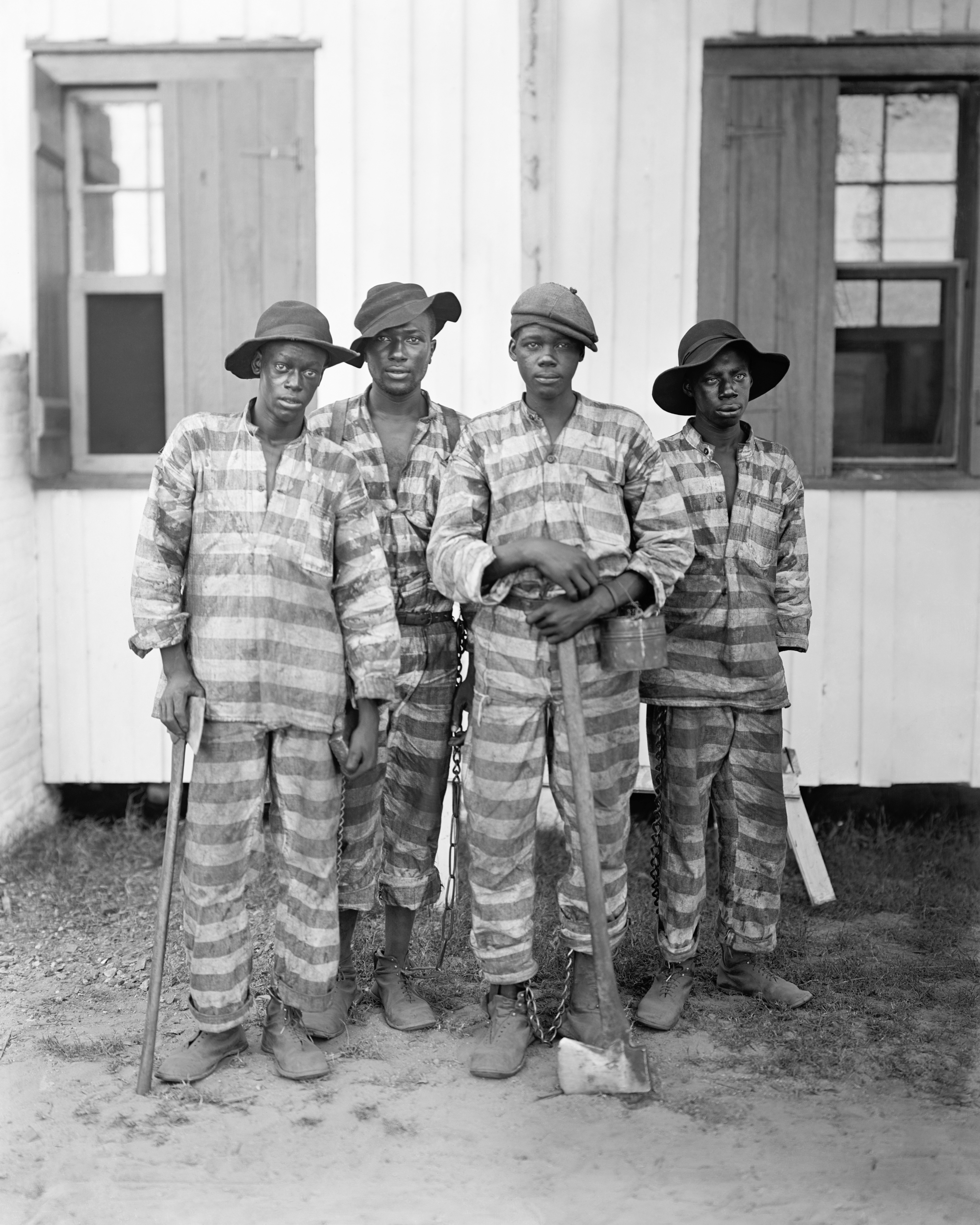
Condamnés loués, entre 1900 et 1906, Bibliothèque du Congrès.

Le convict leasing, également appelé convict lease system (que l'on peut traduire par « système de location de prisonniers »), est une forme de travail pénitentiaire pratiquée dans les États du Sud des États-Unis dès la fin de la guerre de Sécession  et particulièrement répandue dans les années 1880. L'Alabama est le dernier État américain à abolir officiellement cette forme de punition en 1928. Cependant le convict leasing perdure sous différentes formes jusqu'au début de la Seconde Guerre mondiale.

## Principe
Le convict leasing fournit une main-d'œuvre relativement bon marché aux propriétaires de plantations et aux entreprises de l'industrie forestière, ainsi qu'aux compagnies ferroviaires et aux entreprises sidérurgiques et minières. Les locataires sont responsables de l'alimentation des détenus, de leur logement, de leur surveillance, de leur alimentation médicale et de leur habillement. Le système est également présent, de manière isolée, dans les États du Nord, même si l'historien Alex Lichtenstein constate que « ce n'est que dans le Sud [des États-Unis] que l'État a entièrement délégué la surveillance au locataire, et ce n'est que dans le Sud que le terme "prison" est devenu presque synonyme de différentes entreprises privées dans lesquelles travaillaient des condamnés ».
Contrairement aux propriétaires d'esclaves, les locataires de prisonniers ne sont pas incités à investir dans le maintien de la force de travail. La corruption, le manque de responsabilité et la violence incontrôlée, souvent motivée par des raisons raciales, ont conduit à l'une des formes de travail les plus dures de l'histoire des États-Unis. Les Afro-Américains représentaient la grande majorité des personnes contraintes au travail forcé en raison de l'application discriminatoire de la loi.
L'écrivain Douglas A. Blackmon décrit ce système comme une continuation de l'esclavage, alors que le treizième amendement de la Constitution des États-Unis l'avait formellement aboli depuis 1865 :« C'était une forme de servitude qui se distinguait nettement de celle qui avait prévalu dans le Sud d'avant-guerre en ce que, pour la plupart des hommes et des femmes relativement peu nombreuses qui y étaient soumis, cet esclavage ne durait pas toute une vie et ne se perpétuait pas automatiquement d'une génération à l'autre. Il n'en restait pas moins que c'était de l'esclavage - un système par lequel des armées d'hommes libres, qui n'étaient pas coupables de transgression de la loi et qui avaient droit à la liberté en vertu de la loi, étaient forcés d'effectuer un travail sans rémunération, achetés et vendus à plusieurs reprises et soumis aux ordres de maîtres blancs par l'application de châtiments corporels sévères ».

## Histoire

### Contexte
Le système du convict leasing se développe après la fin de la guerre de Sécession. Après l'abolition de l'esclavage en 1865, les fermiers et les entreprises cherchent à remplacer la main-d'œuvre auparavant réduite en esclavage. Un certain nombre d'États du Sud adoptent alors des Black Codes ou codes noirs. Ces lois qui visent les anciens esclaves les soumettent à nouveau à des réglementations et des restrictions après leur libération, en leur déniant l'exercice de droits fondamentaux. Ceux-ci varient d'un État à l'autre, mais les Black Codes signifient le plus souvent des restrictions à la liberté de choisir une profession, un lieu de résidence ou un conjoint, et l'interdiction de témoigner ou la limitation de la capacité de témoigner en justice. Un exemple de code noir introduit dans les États du Sud après la perte de la guerre civile est celui adopté en 1865 en Alabama. Les codes noirs, qui interdisent ou rendent plus difficiles, entre autres, le « vagabondage » et le changement d'emploi, limitent presque totalement la mobilité des travailleurs noirs et permettaient aux propriétaires de plantations et autres entreprises des États du Sud de disposer d'un réservoir de main-d'œuvre incapable d'imposer des salaires plus élevés.
Les Black Codes fournissent également le prétexte pour condamner les Noirs à des peines de prison de plusieurs mois sur la base d'accusations banales et même régulièrement inventées. Ils sont ensuite loués à des plantations, des scieries et des mines pour y effectuer des travaux forcés. Ils y sont exposés, en grande partie sans protection, à des conditions de vie plus dures que celles que connaissaient les personnes réduites en esclavage avant 1860. Alors que les propriétaires d'esclaves avaient un intérêt économique à préserver la force de travail de leurs esclaves, cette incitation n'existait pas pour les propriétaires de travailleurs forcés. Parce qu'ils sont insuffisamment nourris et vêtus, enchaînés et régulièrement soumis à des châtiments corporels, le taux de mortalité des détenus loués est extraordinairement élevé. Douglas A. Blackmon cite le cas de John Clarke, condamné le 11 avril 1903 par un tribunal du comté de Jefferson à une amende pour avoir joué. Comme il n'était pas en mesure de payer l'amende, il est loué à la mine de Sloss-Sheffield, pour dix jours de travail. Des frais supplémentaires lui sont imposés dans le cadre de la procédure judiciaire pour le paiement du travail du shérif et de ses assistants, ainsi que des témoins devant le tribunal, et prolongent sa période de travaux forcés de 104 jours. John Clarke meurt après un mois et trois jours écrasé lors de la chute de blocs de pierre. Blackmon cite de nombreux autres cas dans lesquels des prisonniers qui avaient terminé leur peine sont condamnés à des travaux forcés supplémentaires en raison d'accusations arbitraires. Les juges de paix, les shérifs et les employés des comtés en profitent personnellement sur le plan financier lorsqu'ils fournissaient de tels travailleurs forcés aux personnes intéressées. Sur le plan constitutionnel, cela n'était pas en contradiction avec le 13e amendement de la Constitution américaine. Celui-ci abolissait certes l'esclavage en général, mais autorisait le travail forcé comme peine. Le criminologue Thorsten Sellin soutient dans son ouvrage Slavery and the Penal System que le seul but de la location des prisonniers était le profit financier des locataires, qui exploitaient leur force de travail, et des gouvernements respectifs, qui se finançaient grâce à ce système. En Alabama, où le convict leasing existait déjà en 1846, les revenus de la location de prisonniers représentaient environ 10 % du budget de l'État en 1883. En 1898, ils représentaient déjà 73 % du budget de l'État. L'incitation lucrative du convict leasing conduit les États et les comtés à condamner principalement des Afro-Américains. Dans le Tennessee, les Afro-Américains représentent environ 33 % des condamnés en 1865, 64 % en 1867 et 67 % entre 1877 et 1879. Frederick Douglass décrit le convict leasing et le lynchage comme les deux outils d'oppression majeurs contre les personnes de couleur.

### Fin du système
Dès le début des années 1900, des procureurs fédéraux comme Warren S. Reese tentent de mettre fin à la pratique de la location de prisonniers en appliquant la législation fédérale, sans succès. Ni l'ampleur, ni les conditions de vie désastreuses des détenus loués ne sont connues du grand public. Les Afro-Américains ne parviennent pas non plus à faire entendre leur voix  en raison de la législation discriminatoire des États du Sud. Warren Reese a ainsi eu beaucoup de mal à trouver des témoins de la brutalité et de l'injustice de ce système, car ceux-ci craignaient pour leur vie ou celle de leurs proches. Parallèlement, les autorités fédérales craignaient d'entrer en conflit ouvert avec les États.
Les différents États abolissent progressivement le système du convict leasing à partir de 1904. Il a alimenté un niveau élevé de corruption au niveau des États et des comtés, a été utilisé pour contrecarrer des grèves, ainsi lors de la Coal Creek War de 1891, lorsque les propriétaires de mines ont tenté de remplacer la main-d'œuvre des mineurs libres par des détenus. Ce conflit qui dure plus d'une année entraîne la démission du gouverneur John Price Buchanan. Des conflits similaires entre les travailleurs et les tentatives de leurs employeurs de les remplacer par des détenus ont également lieu, à plus petite échelle, dans d'autres États jusqu'à l'abolition du système. Tous ces conflits contribuent à faire connaître le système du Convict Leasing à un public plus large, qui le remet en question dans une plus large mesure, notamment en raison de sa cruauté.
En 1922, la mort d'un détenu blanc fait basculer l'opinion publique. Durant l'hiver 1921, Martin Tabert, un jeune homme de 22 ans issu d'une famille de fermiers de la classe moyenne du Dakota du Nord, voyage pour découvrir les États-Unis. Il parcourt l'Ouest et le Midwest en train et travaille entre-temps pour financer son voyage. En décembre 1921, arrivé dans les États du Sud, il saute dans un train de marchandises. Il est arrêté par le shérif du comté de Leon (Floride), puis condamné à une amende de 25 dollars pour vagabondage. Il est ensuite loué pendant trois mois à la Putnam Lumber Company, qui exploitait le bois de térébenthine dans des camps de travail. La famille de Tabert avait certes envoyé en quelques jours suffisamment d'argent pour racheter leur fils, mais Tabert avait déjà disparu dans les camps de travail de la Putnam Lumber Company sans que l'on puisse le retrouver. Soumis à des punitions corporelles, il meurt en janvier 1922. Quelques jours plus tard, un cadre supérieur de la Putnam Tumber Company écrit à la famille de Tabert que leur fils était mort de la malaria. La famille sollicite une enquête judiciaire, tandis que des journalistes mènent des recherches, qui aboutissent à un article du New York World, récompensé par le prix Pulitzer. Le contremaître auteur des violences, Higginbotham, est condamné pour homicide, condamnation bientôt annulée par un tribunal de Floride. Ce décès, qui met en évidence le fait que les excès de la justice pénale pratiquée dans les États du Sud pouvaient également s'étendre aux Blancs issus de familles respectées, a pour effet immédiat d'interdire en Floride l'usage du fouet sur les détenus.

### Esclavage pour dettes
La servitude pour dettes n'est pas, au sens strict, un convict leasing, puisque l'État ne louait pas directement ses détenus. Cette forme de travail forcé présente toutefois plusieurs caractéristiques qui la rendent comparable. Elle perdure plusieurs décennies après l'abrogation du convict leasing.
Les codes noirs fournissent le prétexte pour arrêter des personnes de couleur et les condamner à des amendes qu'elles ne pouvaient généralement pas payer. Les propriétaires de plantations ou les entreprises se montraient alors disposés à payer l'amende pour les condamnés, à condition qu'un contrat de servitude pour dettes soit signé en même temps, obligeant le condamné à compenser le paiement par du travail. Dans son livre Slavery by Another Name, qui a reçu le prix Pulitzer, Douglas A. Blackmon démontre comment des juges de paix, des shérifs et des entrepreneurs ou des propriétaires de plantations corrompus créent ce système d'approvisionnement en main-d'œuvre bon marché. La servitude pour dettes est interdite très tôt, mais le respect de cette interdiction est difficilement vérifiable. En 1921, le propriétaire de la plantation John S. Williams et son superviseur Clyde Manning assassinent au moins 11 travailleurs noirs contraints au travail forcé dans le cadre de contrats de servitude pour dettes. Williams qui craignait d'être poursuivi en justice pour esclavage pour dettes après avoir reçu la visite d'agents du FBI, décrit l'esclavage pour dettes comme une pratique courante dans la région lors de sa première conversation avec les agents. La visite des agents du FBI serait probablement restée sans conséquence pour Williams si les corps en décomposition des personnes assassinées n'avaient pas été retrouvés dans les eaux du comté de Jasper (Géorgie) quelques semaines plus tard. L'esclavage pour dettes persiste jusqu'en 1941. Le 13 octobre 1941, Charles E. Bledsoe plaide coupable devant un tribunal fédéral de Mobile, en Alabama, pour avoir retenu contre son gré un Noir nommé Martin Thompson sur la base d'un contrat de servitude pour dettes. Bledsoe est condamné à payer une amende de 100 dollars et à six mois de prison avec sursis.

## Postérité
Un projet de mémorial souhaite rendre hommage aux corps de 95 Afro-Américains retrouvés en 2018, victimes du convict leasing, près de Houston.
En 2022, l'exposition « Black Indians » du musée du Quai Branly rend hommage à la culture des Noirs de Louisiane, « construite par plus de trois siècles de résistance contre les assauts répétés de la domination sociale et raciale (lois ségrégationnistes Jim Crow, White League de la Louisiane, le Ku Klux Klan et la pratique du Convict Leasing…) ».